# 戀人啊 (韓國電視劇)
《戀人啊》（韓語：연인이여）是韓國SBS於2007年3月30日起播放的金曜劇，以1995年在日本富士電視台播出的同名電視劇《戀人啊》改編，也是SBS電視劇《戀愛時代》的原作者野澤尚所撰寫的原創劇本。

## 劇情概要
婚前一天才邂逅的愛永（尹孫河飾演）與東寓（劉五性飾演），在這天得知遭到各自的伴侶背叛，他們彼此安慰鼓勵且產生情愫。但兩人還是無法拋棄自己的另一半，決定按照計畫結婚，並相約在高東寓生日那天相見。六個月後，在生日當天東寓等不到她的電話，卻見到愛永成了他的新鄰居，宿命般的相遇使得兩人開始不倫之戀…… 

## 演員陣容

### 主要人物
- 尹孫河 飾 李愛永（結城愛永）

27歲，婦女雜誌記者。外婆、媽媽和姐姐皆死於急性血癌，她總認為自己也活不久，但一點發病跡象都沒有。媽媽和姐姐曾勸她不要受到影響，為了父親也要變得更開朗。被姐夫酒吧的客人玄實的魅力所吸引，如果能跟他在一起的話，說不定可以重獲新生，於是她先向男方求婚。婚禮的前一天，她看到了玄實的真心及婚後的未來，並且遇到和自己很像的東寓。
- 劉五性 飾 高東寓（宇崎航平）

33歲，體育大學講師。沒談過戀愛，也從沒為愛煩惱過。如果相愛就會擁抱，擁抱之後就要結婚，他現在正對此作出實踐。經朋友介紹認識了在茵，在運動比賽時會毫無怨言地將它看完，不論做什麼都會順從地跟隨。她說懷孕了，並向自己求婚，舉行婚禮的前一晚，東寓想著以後就覺得特別幸福，然而在茵卻告訴他腹中的孩子是其他男人的也說不定。
- 金瑞亨 飾 何在茵（小野粧子）

30歲，經營日用品賣場。玄實以前的女人，東寓的妻子。希望能擁有玄實的全部，卻被拋棄了。她選擇了與玄實截然不同的東寓，邊和他談戀愛，邊等待著玄實，然而玄實並沒有回頭。於是在茵決心選擇在玄實結婚的這一天，於同一場所舉行婚禮，為了讓玄實知道沒有選擇自己是多大的失誤。
- 李亨哲 飾 張玄實（鴻野遼太郎）

34歲，百貨公司營業組組長。愛永的丈夫，是個比起心靈愛情，更相信肉體愛情的男人。與在茵交往很久，但對她常提出的結婚要求感到厭倦，於是希望兩人能暫時分開。這期間他遇見最嚮往的那種女人，能把家佈置得像花園一樣的，不會常常粘著他，是個會關懷人又能讓男人舒心的愛永。

### 其他人物
- 張勇 飾 愛永父（結城宗市）
- 朴鎮宇 飾 康哲（藤田達彥）
- 李妍杜 飾 洪章美
- 權海驍 飾 朴廣
- 孫汝恩 飾 車明淑
- 金株英 飾 姜世镇

## 外部連結
- 韓國SBS （页面存档备份，存于）
- 台灣緯來 （页面存档备份，存于）（繁體中文）

| SBS 金曜劇                                 | SBS 金曜劇                                  | SBS 金曜劇 |
| ------------------------------------------ | ------------------------------------------- | ---------- |
|                                            | 戀人啊 （2007年3月30日 - 2007年6月1日）     |            |
| 鹽巴娃娃 （2007年1月12日 - 2007年3月16日） | 8月下的雪 （2007年6月15日 - 2007年8月17日） |            |

| 臺灣 緯來戲劇台 週一至五 23:00 - 00:00     | 臺灣 緯來戲劇台 週一至五 23:00 - 00:00      | 臺灣 緯來戲劇台 週一至五 23:00 - 00:00 |
| ------------------------------------------ | ------------------------------------------- | -------------------------------------- |
|                                            | 戀人呀 （2008年11月4日 - 2008年12月5日）    |                                        |
| 夏日香氣 （2008年3月10日 - 2008年4月18日） | 最強我媽媽 （2009年4月24日 - 2009年6月4日） |                                        |